# Parker (Texas)
Parker è un centro abitato degli Stati Uniti d'America, situato nella contea di Collin dello Stato del Texas.

## Storia
I primi coloni arrivarono nella zona nei primi anni 1840. La città prende il nome William C. Parker il figlio del primo colono conosciuto della zona, John C. Parker. La comunità fu riconosciuta come city il 22 marzo 1969.

## Geografia fisica
Parker è situata a 33°03′25″N 96°37′17″W.
Secondo lo United States Census Bureau, ha un'area totale di 5,2 miglia quadrate (13 km²). A Parker si trova il Southfork Ranch, location della serie televisiva Dallas.

## Società

### 2000
Secondo il censimento del 2000, c'erano 1.379 persone, 485 nuclei familiari e 430 famiglie residenti nella città. La densità di popolazione era di 102,6/km² (265.9/mi²). C'erano 505 unità abitative a una densità media di 37,6/km² (97.4/mi²). La composizione etnica della città era formata dal 90,07% di bianchi, il 2,10% di afroamericani, lo 0,94% di nativi americani, l'1,38% di asiatici, lo 0,07% di isolani del Pacifico, il 3,05% di altre razze, e il 2,39% di due o più etnie. Ispanici o latinos di qualunque razza erano il 7,32% della popolazione.
C'erano 485 nuclei familiari di cui il 33,8% aveva figli di età inferiore ai 18 anni, l'83,5% erano coppie sposate conviventi, il 3,1% aveva un capofamiglia femmina senza marito, e l'11,3% erano non-famiglie. Il 8,2% di tutti i nuclei familiari erano individuali e il 2,7% aveva componenti con un'età di 65 anni o più che vivevano da soli. Il numero di componenti medio di un nucleo familiare era di 2,84 e quello di una famiglia era di 2,99.
La popolazione era composta dal 24,6% di persone sotto i 18 anni, il 5,4% di persone dai 18 ai 24 anni, il 28,2% di persone dai 25 ai 44 anni, il 33,6% di persone dai 45 ai 64 anni, e l'8,2% di persone di 65 anni o più. L'età media era di 41 anni. Per ogni 100 femmine c'erano 104,3 maschi. Per ogni 100 femmine dai 18 anni in giù, c'erano 100,4 maschi.
Il reddito medio di un nucleo familiare era di 101.786 dollari, e quello di una famiglia era di 108.560 dollari. I maschi avevano un reddito medio di 72.344 dollari contro i 41.500 dollari delle femmine. Il reddito pro capite era di 54.099 dollari. Circa l'1,4% delle famiglie e il 2,6% della popolazione erano sotto la soglia di povertà, incluso l'1,4% di persone sotto i 18 anni e l'1,3% di persone di 65 anni o più.

### 2010
Secondo il censimento del 2010 c'erano 3.811 persone, 1.209 nuclei familiari e 1.073 famiglie residenti nella città. La densità di popolazione era di 732,8 persone per miglio quadrato (284,4/km²). C'erano 1.255 unità abitative a una densità media di 241,3 per miglio quadrato (37,6/km²). La composizione etnica della città era formata dall'81,5% di bianchi, il 3,00% di afroamericani, lo 0,08% di nativi americani, il 7,9% di asiatici, il 3,8% di altre razze, e il 3,00% di due o più etnie. Ispanici o latinos di qualunque razza erano il 10,1% della popolazione.
C'erano 1.209 nuclei familiari di cui il 42,7% aveva figli di età inferiore ai 18 anni, l'83,3% erano coppie sposate conviventi, il 3,2% aveva un capofamiglia femmina senza marito, e l'11,2% erano non-famiglie. Il 8,4% di tutti i nuclei familiari erano individuali e il 3,0% aveva componenti con un'età di 65 anni o più che vivevano da soli. Il numero di componenti medio di un nucleo familiare era di 3,15 e quello di una famiglia era di 3,36.